# Еміліо Соріано Аладрен
Еміліо Соріано Аладрен (ісп. Emilio Soriano Aladrén, нар. 29 жовтня 1945, Сарагоса) — іспанський футбольний арбітр. Арбітр ФІФА у 1978—1992 роках.

## Біографія
З 1976 року обслуговував матчі іспанської Примери, відсудивши їх загалом за кар'єру 185. У 1978 році отримав статус міжнародного арбітра ФІФА. 
На міжнародному рівні він відсудив один матч на чемпіонаті світу 1990 року між Нідерландами та Єгиптом, та дві гри чемпіонатів Європи — одну в 1988 році, а другу — в 1992 (півфінал між Нідерландами та Данією, який данці виграли в серії пенальті).
Також як асистент брав участь у чемпіонаті світу в Іспанії 1982 року та у двох розіграшах молодіжного чемпіонату світу до 20 років (у 1981 та 1987 роках).
Він також судив перший фінальний поєдинок Кубка УЄФА 1990 року між «Ювентусом» та «Фіорентиною», першим європейським фіналом між двома командами з Італії. Матч виграли «Біанконері» з рахунком 3:1.
Завершив суддівську кар'єру в 1992 році через досягнення вікових обмежень